# 花地瑪聖母堂
澳門花地瑪聖母堂（葡萄牙語：Igreja de Nossa Senhora de Fátima）是一座澳門的天主教教堂，由天主教澳門教區管理，地址為澳門台山巴波沙坊李寶椿街23號。

## 歷史

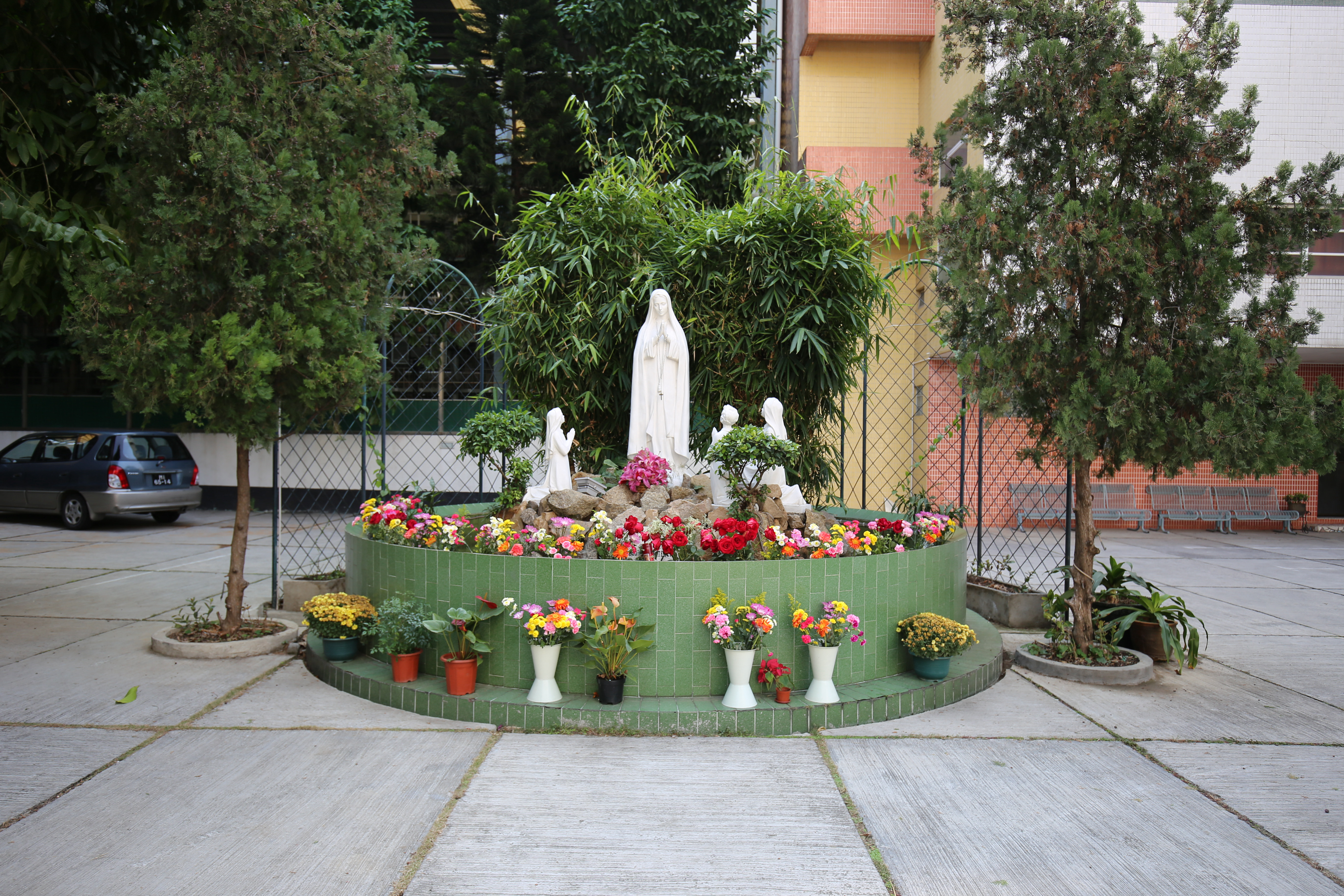
花地瑪聖母像

花地瑪聖母堂始建於1929年，當時主要對澳門北區及台山一帶的教友服務，並為附屬於聖安多尼堂區的一個傳教中心，只能容納30人左右。因應北區的發展，聖堂在1965年被正式升格為堂區，至1966年，時任澳門教區主教戴維理(D. Paulo José Tavares)因聖堂的規模已不能應付教友所需，決定重建聖堂。聖堂的重建計劃起初是由當時的主任司鐸麥文傑神父負責，其後麥神父因前往加拿大傳教而轉交由高天予神父繼續聖堂的重建任務。新的聖堂於1968年12月7日落成，由戴維理主教祝聖並將聖堂奉獻給花地瑪聖母。

## 建築特色

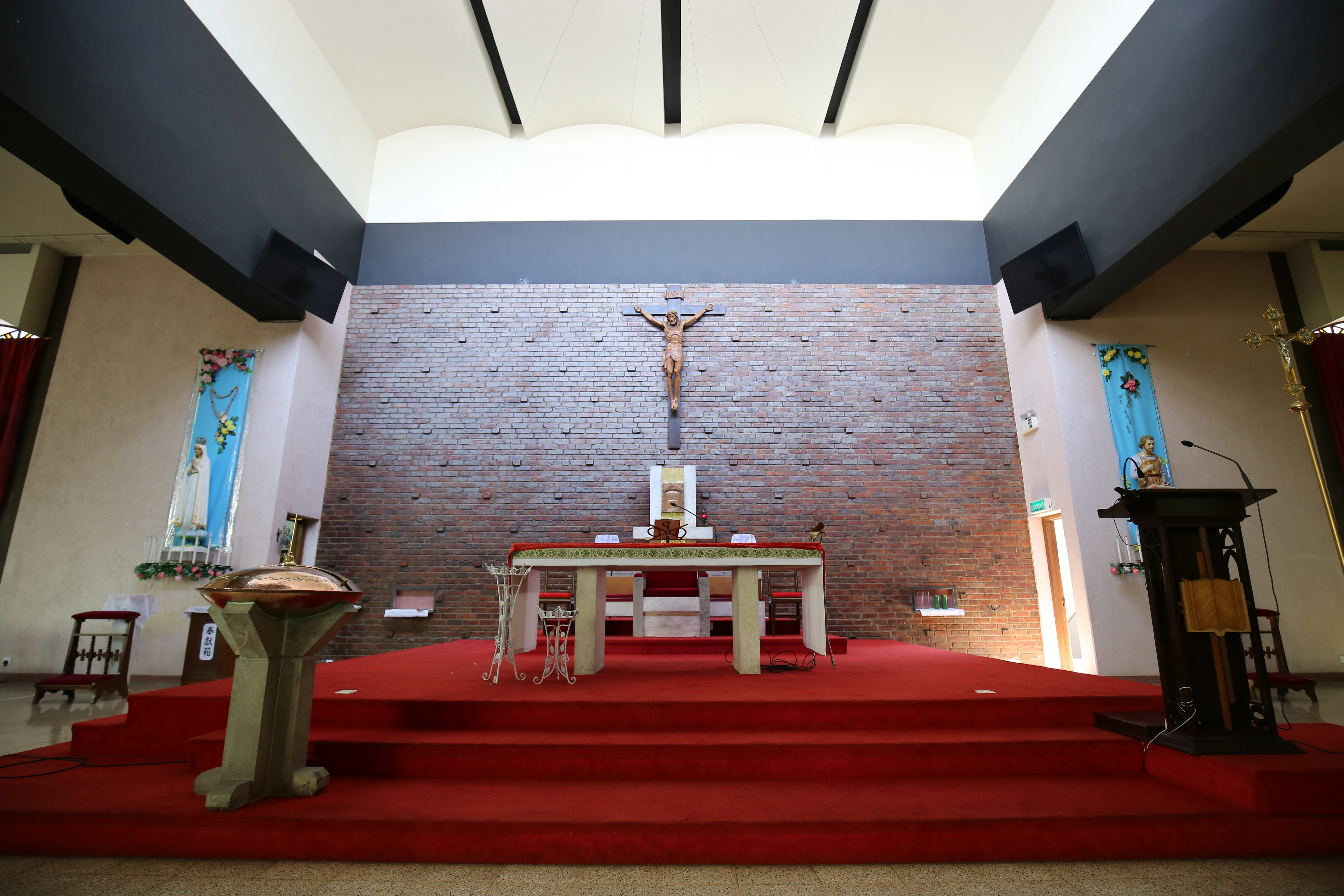
聖堂祭台

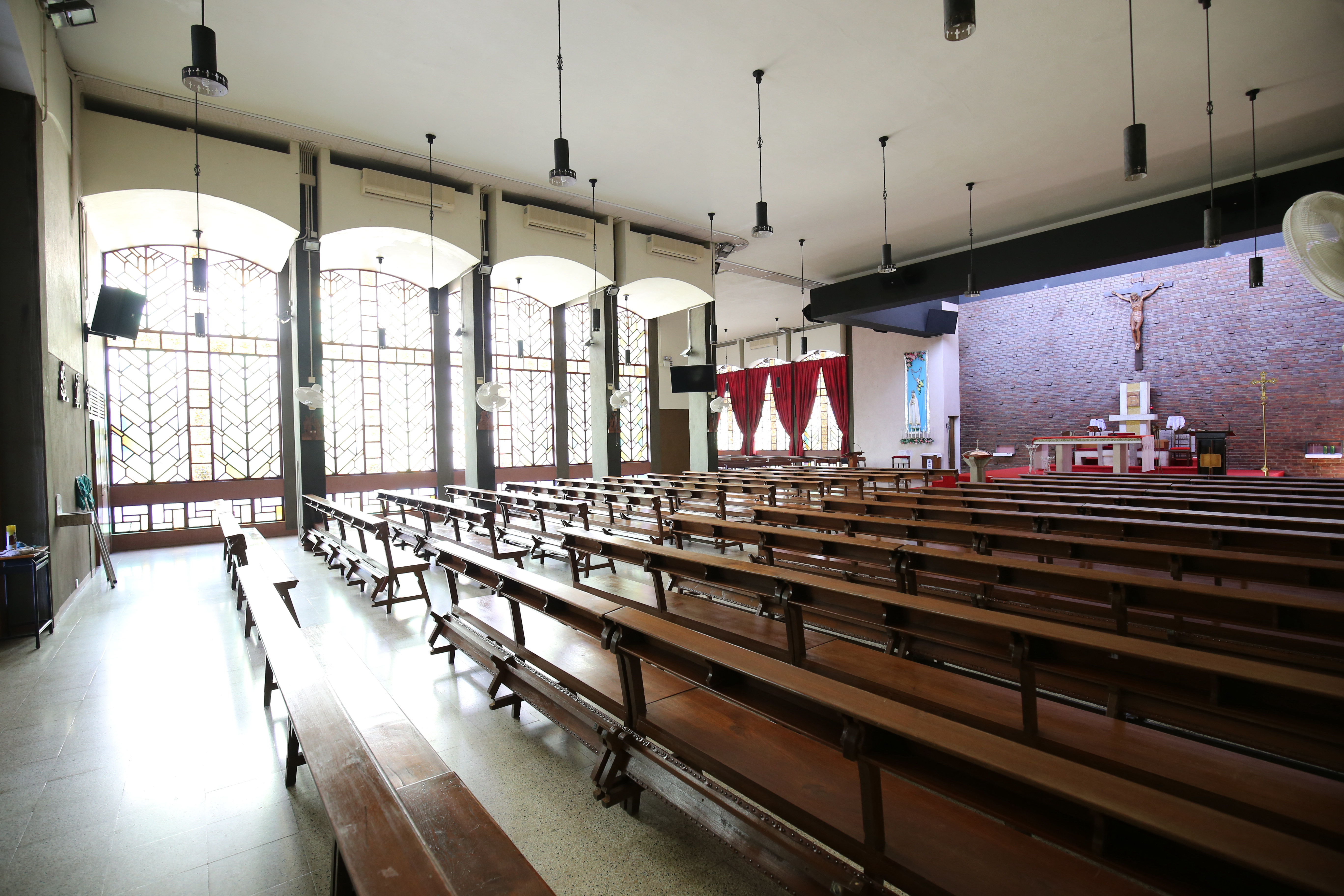
聖堂內貌

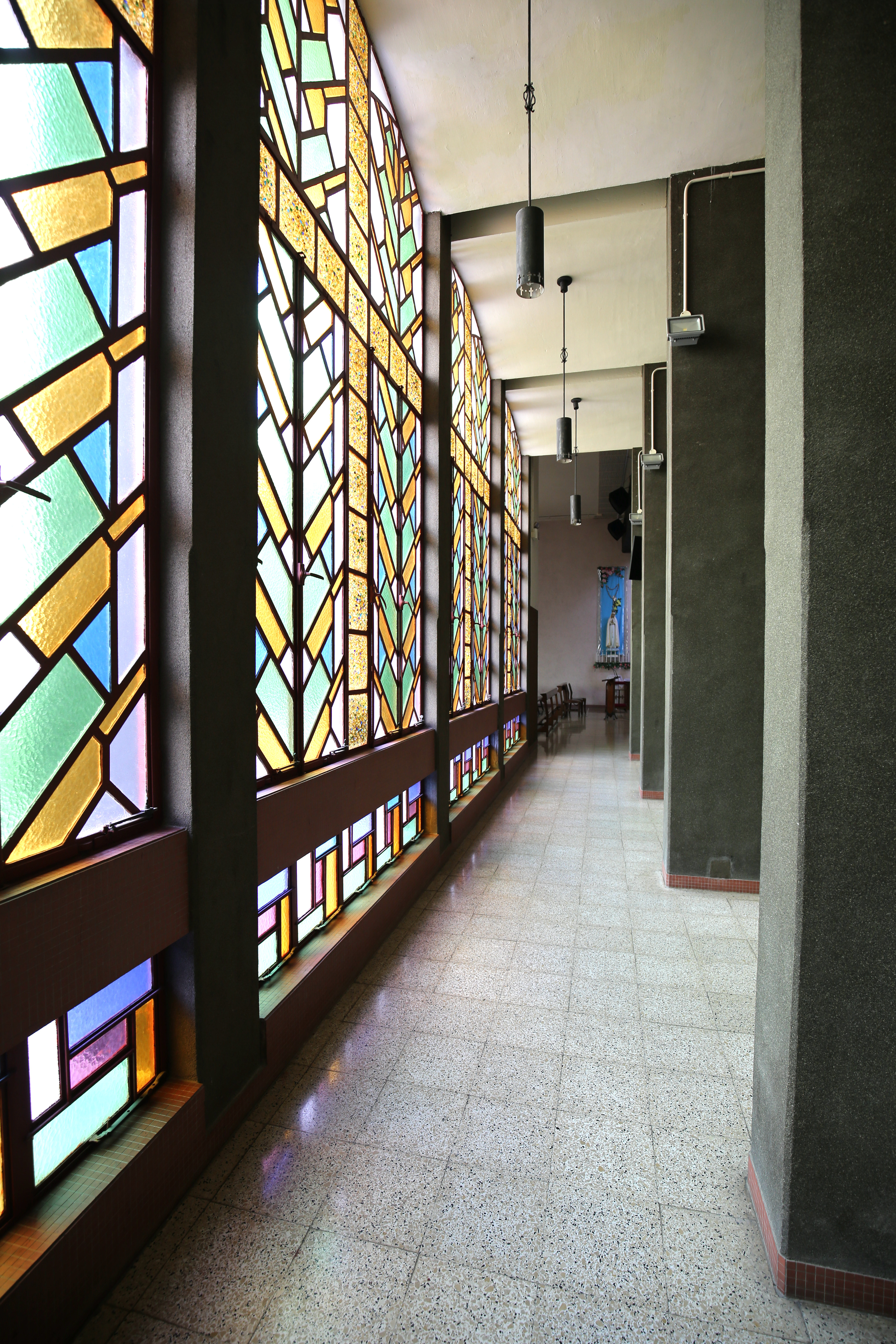
彩色窗戶

重建後的花地瑪聖母堂為「第二次梵蒂岡大公會議」後澳門第一所建造的教堂，因此設計上跟其他傳統的聖堂略有不同。當中包括沒有設立側祭台、聖像的數目比較少，以及並非以主保聖像置於祭台的中央位置，而改放置十字架等。聖堂的大門採用排樓設計，主建築物分為兩層，上面是大聖堂，以T形作佈局，窗戶以彩色及不同形狀的玻璃砌出十字架圖案，極具時代感。祭台的背後為一幅紅色磚牆，頂部更用上採光設計，陽光照射至十字架上，讓人更覺主的臨在，令整個聖殿更為莊嚴。建築物的地下為禮堂及多個多功能室，作教友聚會、活動之用。聖堂更有一個庭院，當中最吸引人之處莫過於建置了一個豎立花地瑪聖母和三名牧童聖像的水池，教友常於此向聖母作出禱告。聖堂的另一個特色，便是主建築物左方的鐘樓，其上面放置了三個不同大小的銅鐘，作彌撒時拉響之用。

## 牧職人員
- 主任司鐸：張俊鍵神父（Pe. Cheung Chun Kin Michael, IVE）
- 助理司鐸：龔昌品神父（Pe. Jasper Janello Acala Santos, IVE）

## 彌撒禮儀時間

### 彌撒
- 平日彌撒：逢星期一至六：上午七時十分 (粵語)
- 提前彌撒：逢星期六：晚上八時 (粵語)
- 主日彌撒：逢星期日：上午七時 (粵語)，上午九時 (粵語)，上午十二時 (英語)，下午四時三十分 (越南語)

### 明供聖體
- 逢星期五：平日彌撒後至晚上九時

### 修和聖事
- 逢星期六：晚上七時半至八時
- 逢星期日：上午八時半至九時

## 節慶活動
每年10月13日為該堂主保瞻禮有花地瑪聖母像出遊活動。

## 外部連結
- 花地瑪聖母堂 （页面存档备份，存于）
- 天主教澳門教區 （页面存档备份，存于）